# Massaker von Boipatong
Das Massaker von Boipatong war ein Massaker, das am 17. Juni 1992 in Boipatong, einem Township bei Vanderbijlpark in der damaligen Provinz Transvaal, stattfand. 46 Bewohner, meist Anhänger des African National Congress (ANC), wurden dabei getötet. Das Massaker bewirkte eine Unterbrechung des Verhandlungsprozesses über ein Ende der Apartheid.

## Geschichte
Ab 1990 hatten Gespräche des ANC mit der südafrikanischen Regierung über ein Ende der Apartheid stattgefunden. Ziel dieser Convention for a Democratic South Africa (CODESA) war die Schaffung einer neuen Verfassung, die zu freien Wahlen führen sollte. Zugleich kam es in zahlreichen Townships zu bürgerkriegsartigen Kämpfen zwischen Anhängern des ANC und der von Zulu dominierten Inkatha. Die Kämpfe wurden zu Lasten des ANC von der „Dritten Kraft“ angeheizt, hinter der die Sicherheitsbehörden des alten Apartheid-Regimes standen. Boipatong und das benachbarte Township Sebokeng hatten in den zwei Jahren vor dem Massaker bereits zahlreiche Gewalttaten erlebt.
Am 17. Juni 1992 drangen rund 300 Männer, Anhänger der Inkatha, aus dem KwaMadala Hostel im Township Sebokeng in die etwa einen Kilometer entfernte informelle Siedlung Joe Slovo im Township Boipatong ein und töteten dabei unmittelbar 15 Hüttenbewohner, die meisten von ihnen Frauen und Kinder. Im Verlaufe dieser Unruhen waren nach einer Woche insgesamt 46 Menschen (nach anderen Angaben 48 Personen) durch direkte Gewalteinwirkung und an den ihnen zugefügten schweren Verletzungen gestorben. Die Polizei fand bei ihrer Razzia im Hostel „traditionelle Waffen“, etwa Speere, angespitzte Stangen und selbstgefertigte Macheten. Die Attacke verursachte daneben auch erheblichen Sachschaden an Wohngebäuden in diesem Township. Als unmittelbare Reaktion auf dieses Ereignis verbreitete sich in der Bevölkerung vieler Townships in der Region Vaal Triangle die Forderung nach Zerstörung des KwaMadala Hostel und nach Schadensersatzleistungen durch ISCOR, der die Arbeiterherberge gehörte, für die Gebäudesachschäden und die Begräbniskosten für die Hinterbliebenen der Opfer.

### Nachwirkungen
An den folgenden Tagen besuchten zahlreiche Prominente, vor allem Politiker, die Stätte des Massakers. Am 18. Juni waren das Joe Slovo, Vorsitzender der South African Communist Party, und der ANC-Generalsekretär Cyril Ramaphosa. Sie benannten hierbei de Klerk als Verantwortlichen. Am Folgetag war Erzbischof Desmond Tutu zugegen, bevor am 20. Juni Präsident Frederik Willem de Klerk den Ort besuchte. Als die anwesende Menschenmenge feindselig agierte, verließ er anders als geplant sein Auto nicht. Nach de Klerks Abreise erschoss die Polizei einen Mann. Als Umstehende ihn bergen wollten, schoss die Polizei erneut. Am selben Tag erschien auch die ANC-Politikerin Winnie Mandela. Am 21. Juni reiste Oppositionsführer Nelson Mandela mit Cyril Ramaphosa an den Ort des Geschehens. Am 23. Juni 1992 beschloss das National Executive Committee des ANC, aufgrund des Massakers und der vermuteten Verstrickung der Regierung die Verhandlungen zu beenden.
Nelson Mandela wandte sich mit der Bitte an die Vereinten Nationen, um Möglichkeiten und Wege zu finden, der insgesamt verschlechterten gesellschaftlichen Situation in Südafrika entgegenzutreten. Das Ereignis führte zu einer generalisierten Debatte über die innenpolitischen Verhältnisse. Cyril Ramaphosa forderte die Regierung auf, ihre „Terrorkampagne gegen das Volk und die Demokratiebewegung“ zu beenden, und zwar durch die:
- Beendigung aller verdeckten Operationen (u. a. Civil Cooperation Bureau), einschließlich der hit squads,
- Entwaffnung, Auflösung und das Einsatzverbot aller Spezialeinheiten, sowie die Ausweisung von ausländischen Soldaten,
- Suspendierung und Strafverfolgung aller Beamten und Mitarbeiter der Sicherheitskräfte (Vlakplaas und andere), die in die Unruhen verwickelt sind, und
- zu sichern, dass alle Repressionsmaßnahmen in den „nicht-unabhängigen“ und „unabhängigen“ Homelands unverzüglich zu beenden sind.[4]

Der UN-Weltsicherheitsrat verurteilte das Massaker am 16. Juli 1992 in der Resolution 765. Sie forderte die Regierung auf, die Gewalt zu beenden und die Täter zur Rechenschaft zu ziehen. Als Sondergesandter wurde der frühere US-Außenminister Cyrus Vance vom 21. bis 31. Juli nach Südafrika geschickt.
Die Goldstone-Kommission, die 1991 zur Untersuchung illegaler Aktivitäten der Regierung gegründet worden war, wurde mit der Untersuchung des Massakers beauftragt. Hauptverantwortlicher war der britische Kriminologe Peter A. J. Waddington. Der Vorsitzende, Richard Goldstone, konnte in seinem Bericht am 22. Juli 1992 keine Einmischung der Polizei oder Armee feststellen.
Am 7. September 1992 ereignete sich im damaligen Homeland Ciskei das Massaker von Bisho mit 29 Toten, ebenfalls zumeist ANC-Anhänger. In der Folge kam der Verhandlungsprozess wieder in Gang. Freie Wahlen fanden im April 1994 statt.
1993 wurden zahlreiche Inkatha-Anhänger wegen des Massakers von Boipatong festgenommen und zu Haftstrafen verurteilt.

### Weitere Aufarbeitung
Bei den Verhandlungen der Wahrheits- und Versöhnungskommission (TRC), die 1998 das Massaker behandelte, wurde eine Mitschuld der Polizei festgestellt. Der Journalist Rian Malan kritisierte dies 1999 als nicht von den Fakten gedeckt. Das TRC Amnesty Committee urteilte 2000 anders als die TRC, dass die Polizeibehörden keine Schuld träfe, sondern dass die Tat als Racheakt auf vorangegangene Gewalttaten zu werten sei. 16 Inhaftierten, die einen Antrag gestellt hatten, wurde Amnestie gewährt.